# DKW F10
De DKW F10 was een kleine auto uit de compacte klasse van het merk DKW die door de Duitse autoconstructeur Auto-Union van 1949 tot 1950 in beperkte oplage aangeboden werd.

## Geschiedenis
Een relatief groot aantal DKW Frontwagens had de Tweede Wereldoorlog overleefd, vooral omdat de Wehrmacht deze wagens te klein vond voor zwaar gebruik in oorlogstijd. De met kunstleer beklede carrosserieën van multiplex van deze auto's waren daarentegen niet erg duurzaam. Daarom bood het in Stuttgart gevestigde bedrijf Baur Karosserie- und Fahrzeugbau vanaf 1948 nieuwe carrosserieën aan voor de reconstructie van vooroorlogse auto's.
Op dat moment waren er geen nieuwe DKW-auto's in West-Europa, omdat de Auto Union-fabrieken zich in de Sovjet-bezettingszone bevonden, waar het laatste vooroorlogse model verder werd gebouwd als de IFA F8.
De carrosserie van de F10 was beduidend moderner dan die van het laatste vooroorlogse F8-model, maar niet zo geavanceerd als de gestroomlijnde carrosserie van de F9, die eveneens in de Sovjetbezettingszone werd geproduceerd als de IFA F9.
Toen de productie van de DKW Schnellaster in 1949 in Ingolstadt begon, waren er ook weer nieuwe onderdelen beschikbaar. Van december 1949 tot augustus 1950 werden de Baur-carrosserieën daarom ook voor nieuwe voertuigen gebruikt.
In augustus 1950 begon de productie van Auto Unions eerste naoorlogse personenauto, de DKW F89. Deze combineerde de gestroomlijnde carrosserie van de F9 met de tweecilindermotor van de F8. Daardoor werd het Baur-model overbodig. Voor de reconstructie van vooroorlogse auto's waren de Baur-carrosserieën nog beschikbaar tot 1952.
Van december 1949 tot augustus 1950 werden in totaal 196 nieuwe F10-exemplaren geproduceerd. Er zijn ook 1110 F10-carrosserieën gebruikt voor de reconstructie van vooroorlogse auto's.
Modellen voor 1945:
Type P · 
4=8 (V 800/V 1000/Sonderklasse/Schwebeklasse) · 
F1 · 
F2 · 
F4 · 
F5 · 
F7 · 
F8 · 
F9 (prototype)
Modellen na 1945:
F10 · 
Meisterklasse (F89) · 
Sonderklasse (F91) · 
3=6 (F93/94) · 
Monza · 
Junior · 
F11/F12 · 
F102
Terrein- en bedrijfswagens:
Munga (F91/4) · 
DKW Schnellaster · 
DKW F 1000 L
Merknaam Auto Union:
1000 · 
1000 Sp
Afgeleide modellen:
IFA F8 · 
IFA F9 · 
Audi F103